# انفجار تانکر سوخت در فری‌تاون
انفجار تانکر سوخت در فری‌تاون (انگلیسی: Freetown fuel tanker explosion) در ۵ نوامبر ۲۰۲۱ به‌وقوع پیوست. یک کامیون تانکر سوخت با کامیون دیگری در فری‌تاون پایتخت و بزرگترین شهر سیرالئون برخورد کرد که باعث انفجار و کشته شدن دست‌کم ۹۹ نفر گردید.

## رویداد
تقریباً در ساعت ۲۲ به وقت گرینویچ در ۵ نوامبر، یک کامیون تانکر سوخت و یک کامیون دیگر در تقاطع خروجی از سوپرمارکت شویترام در حومه فری‌تاون ولینگتون با هم برخورد کردند. و در ابتدا سوخت از تانکر نشت می‌کند. شهردار فری‌تاون، ایوان آکی ساویر، اظهار داشت که متعاقباً مردم با استفاده از فرصت بدست آمده برای برداشتن سوخت هجوم آوردند.
خبرنگار محلی گفت، به دلیل تجمع رانندگان تاکسی و موتورسیکلت برای برداشتن سوخت ترافیک ایجاد شد بطوریکه بسیاری از قربانیان در داخل وسائل‌نقلیه شخصی خودشان سوخته‌اند.
گزارش‌ها حاکی از آن است که یک اتوبوس پر از نفرات به‌طور کامل سوخته‌است، فروشگاه‌ها و بازارها به دلیل پاشیدن سوخت آتش گرفته‌اند. فیلم ویدیویی که توسط رسانه‌ها پخش شده، اجساد سوخته شده مردم را در اطراف این کامیون تانکر نشان می‌دهد.
دست‌کم ۹۹ نفر در این فاجعه جان باختند و بیش از ۱۰۰ نفر دیگر مجروح شدند.